# Etainia zimbabwiensis
Etainia zimbabwiensis is een vlinder van de familie van de dwergmineermotten (Nepticulidae). De wetenschappelijke naam van deze soort is voor het eerst voorgesteld als Obrussa zimbabwiensis door Malcolm John Scoble in een publicatie uit 1983.
De soort komt voor in Zimbabwe.